# Каунсил Бафс
Kаунсил Бафс (енгл. Council Bluffs) град је у америчкој савезној држави Ајова. По попису становништва из 2010. у њему је живело 62.230 становника.

## Демографија
Према попису становништва из 2010. у граду је живело 62.230 становника, што је 3.962 (6,8%) становника више него 2000. године.
|                   | 2010.           | 2000.           |
| Укупно            | 62 230 (100,0%) | 58 268 (100,0%) |
| Белци             | 54 065 (86,88%) | 53 903 (92,51%) |
| Хиспаноамериканци | 5 277 (8,480%)  | 2 594 (4,452%)  |
| Остали            | 1 267 (2,036%)  | 813 (1,395%)    |
| Афроамериканци    | 1 159 (1,862%)  | 614 (1,054%)    |
| Азијати           | 462 (0,742%)    | 344 (0,590%)    |